# Muki Sabogal
Muki Sabogal es una actriz, poetisa, videoartista y performer peruano-polaca radicada en México.

## Reseña biográfica
Se crio entre Cracovia y Cuzco. Con estudios en la Escuela de Teatro ENSAD y en el TUC (Teatro de la Universidad Católica) en la ciudad de Lima. Fue colaboradora y actriz del grupo teatral Yuyachkani durante dos años, con quienes viajó a dos Festivales de Teatro en Brasil como colaboradora y actriz de la obra "SIN TÍTULO - técnica mixta" y participó en sus Laboratorios Internacionales. Fue becada para el Acting Studio del Berlinale Talents Campus 2014 y Talents Buenos Aires 2016. Fue premiada a "Mejor Actuación" por el cortometraje VICTORIA del 48h Film Project en el V Festival de Cine Al Este de Lima.

## Televisión
- En la piel de Alicia (2019) como Rosa Rey Castro.

## Teatro
- Yerma de Federico García Lorca. Dirección: Nishme Súmar. Personaje interpretado: Lavandera. Lima, Miraflores, Teatro La Plaza, 2019.[2]

- Casa de perros de Juan Osorio. Dirección: Jorge Villanueva. Personaje interpretado: Lucía. Auditorio del Instituto Cultural Peruano-Norteamericano, Lima, Miraflores, 2017.[3]

- Encierros. Dirección: Claudia Ruiz y Mayra Barraza. Proyecto que contiene "La Campana" de Julio Ortega, "Turquesa" de Mariana de Althaus y algunos poemas de Jorge Eduardo Eielson. Temporada realizada en el galpón espacio de Pueblo Libre, 2013.

- SIN TÍTULO, técnica mixta. Creación Colectiva de - Yuyachkani, dirigida por Miguel Rubio Zapata. Personaje interpretado: Escolero. Estuvo además a cargo del mobiliario. En la Casa Yuyachkani (Lima - Perú) y en MIRADA Festival Iberoamericano de Artes Escénicas (Santos, Brasil, 2012).

- Convicciones. Dirección y dramaturgia: David Vilcapoma. Personaje interpretado: Wrunken, joven de 16 años quemada en la hoguera por La Santa Inquisición. Presentación en el Festival “Cultura Viva”, 2011. Temporada en el Teatro Ensamble de Barranco, 2013.

- Don Juan Tenorio de José Zorrilla. Dirección: Myriam Reátegui. Personaje coprotagónico interpretado: Doña Inés. Museo Cementerio Presbítero Maestro de Lima. Temporadas 2011 y 2013.

- Urdimbres y Sutilezas. Dirección: Ana Correa - Acción escénica en homenaje a José María Arguedas, 10 presentaciones en distintas locaciones durante el 2011. Registro – Documental presentado a nivel nacional.[4]

## Cine

### Largometraje - actriz co-protagónica
- Videofilia (y otros síndromes virales). Dirección: Juan Daniel F. Molero. Película ganadora del Tiger Awards 2015 del Festival Internacional de Cine de Róterdam (IFFR).[5]

### Largometraje - papel secundario
- El año del Apocalipsis. Dirección: Rafael Arévalo. 2016.[6]
- La Restauración. Dirección: Alonso Llosa. 2020. Personaje representado: Inez.
- Hasta que nos volvamos a encontrar. 2022.

### Cortometrajes - actriz protagónica y co-protagónica
- Fumar es un placer. Dirección: Beto Torres

- Video-arte inspirado en la obra Huis Clos de Jean Paul Sartre. Dirección: Juddy Lane

- Margot. Guion y Dirección: Juddy Lane

- Traición y La mano ajena. Dirección: Shery Román

- 2ble-personalidad. Dirección: Diana Urquiza

- Obsessión. Dirección: Emperatriz Vizcarra

- La bestia más feroz. Guion y Dirección: César Miranda - Con apoyo de la Escuela de Cine de Lodz, Polonia.[7]

- Despertar Ancestral y La última fiesta. Dirección: Muki Sabogal

- Taxi Ride y Videominuto. Dirección: Álvaro Beltrán

- No te esperaré. Dirección: Renato Salas

- Victoria. Dirección: Dana Bonilla y Francesca Danovaro - Premiada a la "Mejor Actuación" por el 48h Film Project en el marco del V Festival de Cine Al Este de Lima 2014.

- 2016. Asunción. Guion y dirección: Rafael de Orbegoso y Nicolás Carrasco.

- 2017. Memento Mori. Guion y dirección: Víctor Arce.

### Cortometraje - papel secundario
- Vale la pena vivir. Dirección: Tilsa Otta.

## Videoclips
- Tu verano, mi invierno del grupo Kanaku y el Tigre. Dirección: Renzo García
- Cientos truenos del grupo Almirante Ackbar. Dirección: Martín Valdivia
- Tu Fe del grupo Paramusicales. Dirección: Rómulo Martínez

## Performances e intervenciones públicas realizadas
- Viudas silentes, la locura atormenta. Creación colectiva. Intervención en la marcha por los sucesos violentos en Bagua. Junio del 2009.

- Tríptico: Abuso de poder, esterilizaciones forzadas y explotación infantil. Parque de la Muralla, Día Mundial de los Derechos Humanos. Diciembre del 2010.

- Cociendo peruanas, lugar para todos con Gabriella Paredes. Día de la Mujer. Acción en la Plaza San Martín y Jirón de la Unión. Marzo del 2011.

- Las viudas con Yuyachkani. Intervención Política en la Marcha “Fujimori Nunca Más”. Mayo del 2011.

- La muerte come oro con Tania del Pilar. Creación colectiva. Intervención en la marcha por el Agua. Diciembre del 2011.

- Personaje de danzas folklóricas: Saqra, Machutusuy y Kusillo. Invitación a los transeúntes a visitar la exposición conmemorativa de los 40 años de Yuyachkani en la Casa O’Higgins del Jirón de la Unión. Setiembre - noviembre del 2011.

- Vestidos y Cartas. Proyecto de Vanclea Porath con 20 artistas. Intervención conjunta y secuencia personal en Plazas de Lima. Enero del 2012.

- Proyecto Espacio_01 - Investigación grupal e individual en torno a la performance.[8]

- Despertar ancestral. Video-performance. Concepto y Realización: Muki Sabogal. Julio - agosto de 2012.[9]

- Palpitaciones con el Colectivoalborde. Acción Escénica. Somos libres, segunda performeada en torno al mes patrio. 27 de julio de 2012.[10]

- Lavado de manos, penas y conciencia. Alameda Chabuca Granda

- Tierra adentro. Huaca Mateo Salado.  Dentro del marco del Encuentro de performance Experiencias de la Carne II. 15 y 16 de noviembre de 2012.[11]

- Rugido-atemporal. Instal-acción individual durante La Pachamanca de la Corporativa “La Interprovincial” en Miraflores,     utilizando circuito cerrado con una cámara de seguridad al interior de una montaña recreada en el espacio. 15 de junio de 2013.

- Alfombra Roja de Mujeres. Intervención grupal en varias marchas y manifestaciones públicas. 2013 - 2014.